# 下纳戈利奇克
下纳戈利奇克（羅馬化：Nizhniy Nagol'chik），或按烏克蘭語名译下纳霍利奇克（羅馬化：Nyzhniy Naholchyk），法理上是烏克蘭東部盧甘斯克州羅韋尼基區安特拉齊特市鎮的鎮。該鎮始建於1801年，海拔高度98米，2022年人口估计为1,626。

## 人口
據2001年烏克蘭人口普查，該定居點（當時仍是市級鎮）人口為1759，而他們的母語為：
- 乌克兰语：85.79%
- 俄語：14.16%
- 其他：0.05%

2011年人口1,611，2022年估算人口2022年人口估计为1,626。